# Trochocyathus efateensis
Espèce
Statut CITES
Trochocyathus efateensis est une espèce de coraux appartenant à la famille des Caryophylliidae. Selon la base de données WoRMS, Trochocyathus efateensis fait partie du sous-genre Trochocyathus (Trochocyathus) Milne Edwards & Haime, 1848.